# Albert-Schweitzer-Gymnasium Neckarsulm
Das Albert-Schweitzer-Gymnasium Neckarsulm (ASG) ist ein Gymnasium in Neckarsulm, im Landkreis Heilbronn in Baden-Württemberg. Es wurde nach dem berühmten Arzt, Theologen, Philosophen und Musiker Albert Schweitzer benannt.
Das Albert-Schweitzer-Gymnasium befindet sich im Stadtpark Neckarsulm und hat knapp 900 Schüler. Das Einzugsgebiet des allgemeinbildenden Gymnasiums umfasst die Stadt Neckarsulm mit allen Stadtteilen sowie die Gemeinden Bad Friedrichshall, Bad Rappenau, Erlenbach, Oedheim, Offenau und Untereisesheim.

## Geschichte

### Schule
Die Schule ging aus einer selbständigen Lateinschule (ab 1814) hervor. Ab 1842 war sie eine Realschule für den männlichen Nachwuchs für Gewerbe, Industrie und Handel. 1929 erwarb die Schule das Recht zur Abhaltung der Abschlussprüfung Mittlere Reife. 1953 wurde sie zum Progymnasium. 1955 startete das damalige Progymnasium mit einer 11. Klasse und wurde mit Beschluss im selben Jahr bis 1960 zur Vollanstalt ausgebaut.
Im Mai 1960 wurde ein Neubau am heutigen Standort im Stadtpark in Betrieb genommen, in diesem Zusammenhang bekam die Schule auch den Namen Albert-Schweitzer-Gymnasium. 1972 kam zum Schulhaus an der Sulm ein Neubau hinzu. Im Schuljahr 1979/1980 stieg die Anzahl der Schüler auf 1639 an. Im Oktober 2008 wurde die Schule um ein weiteres Gebäude mit 900 Quadratmetern Nutzfläche erweitert, in dem die Mensa mit 120 Plätzen, ein Internetcafé, ein Spiel- und Leseraum, zwei Fachräume für das Fach „Naturwissenschaft und Technik“ mit moderner Medientechnik und zwei weitere Unterrichtsräume untergebracht sind.

### Schulleiter
Bisherige Schulleiter:
- 1951–1964: Karl Mangold
- 1964–1984: Theodor Bojus
- 1984–1990: Franz Heller
- 1990–1996: Hartwig Welsch
- 1996–2013: Peter Huther
- 2013–2017: Barbara Lang
- 2017–2024: Marco Haaf[5]
- 2024-heute: Andreas Klaffke[6]

## Besonderheiten

### Besondere Wahlmöglichkeiten
Neben einem Chor, dem Orchester VARIOSAX und einer Schulband verfügt das Gymnasium über mehrere Arbeitsgemeinschaften wie Schwimmen, Tischtennis, Bienen und eine Experimentier-AG.
In einem Bilingualen Zug bietet das ASG bilingualen Unterricht in Geographie, Geschichte, Gemeinschaftskunde, Wirtschaft und Biologie an. Zudem kann das Cambridge Certificate bis zum bis C2-Niveau erworben werden.

### Schuleigener Weinberg
Das ASG hat mit „Alberts Weinstöckle“ einen schuleigenen Weinberg auf dem Scheuerberg und setzt sich damit für den Erhalt der Steillage als Kulturlandschaft ein. Daneben wurde eine eigene Schüler-Genossenschaft unter dem Namen „Alberts Weinstöckle“ gegründet, welche sich um alles kümmert. Es gibt unter anderem einen Vorstand, einen Aufsichtsrat, eine Marketingabteilung und eine Finanzabteilung. „Alberts Weinstöckle“ gewann bereits mehrere Preise, etwa den Landschaftskulturpreis. Ab dem Schuljahr 2020/2021 wird dem Projekt eine eigene Arbeitsgemeinschaft gewidmet, damit noch mehr Schüler mitmachen können.

### Schulische Auszeichnungen
2018 erhielt das Albert-Schweitzer-Gymnasium von Rainer Wieland, dem Vizepräsident des Europäischen Parlaments, die Bezeichnung Partnerschule für Europa. Das Albert-Schweitzer-Gymnasium war damals die erste Schule im Landkreis Heilbronn, die diesen Titel bekam.
Zudem wurde die Schule bis 2022 mehrfach mit dem Prädikat MINT-freundliche Schule ausgezeichnet.

### Mathematik-Vertiefungskurs mit Hochschulpartnerschaft
Am ASG kann ein Mathematik-Vertiefungskurs gewählt werden, der die Hochschulmathematik in der Kursstufe bringt. Dabei ist der Besuch von Vorlesungen an der Uni vorgesehen und es findet eine Zerfikatsklausur an der Ruprecht-Karls-Universität Heidelberg statt.

## Schulleben

### Pädagogisches Angebot
Das Albert-Schweitzer-Gymnasium Neckarsulm bietet einige unterschiedliche Möglichkeiten für die Schüler an, damit jeder seinen eigenen Interessen nachgehen kann. Es gibt einen bilingualen Zug, einen sportlichen Zug, einen sprachlichen Zug und einen naturwissenschaftlichen Zug.
Jeder Schüler hat die standardmäßigen Fächer, wie z. B. Mathematik und Deutsch. Allerdings kann man in der sechsten und in der achten auch wählen, welches Fach man zusätzlich haben möchte. In der sechsten muss man sich zwischen Französisch und Latein entscheiden. In der achten Klasse hat man die Auswahl zwischen Spanisch, Sport und NwT (Naturwissenschaft und Technik).

### Besondere Lernleistungen
Am Albert-Schweitzer-Gymnasium Neckarsulm werden Seminarkurse in der 12. Klasse als „besondere Lernleistung“ zum Ersatz eines vierten (schriftlichen) oder fünften (mündlichen) Abiturprüfungsfaches angeboten. Die Seminarkurse wurden unter anderem in den folgenden Themenbereichen angeboten: Globalisierung, Bilingualer Seminarkurs, Kommunikation und Modern Technology.

### Kooperationen
Das ASG unterhält mit folgenden Schulen oder sonstigen Organisationen Kooperationen:
- Astrid-Lindgren-Schule, die Kreissonderschule des Landkreises Heilbronn mit Schulkindergarten für Geistig- und Körperbehinderte
- Weltladen

Daneben bestehen Kooperationen mit den Unternehmen Audi, Lidl und AVL Tippelmann sowie im Rahmen der Berufs- und Studienorientierung mit der Bundesagentur für Arbeit, dem Rotary Club und der Hochschule Heilbronn.

### Schüleraustausch
Das ASG förderte bisher Schüleraustausch-Projekte mit Stipendiaten aus den folgenden Ländern: USA, Spanien, Frankreich, Ungarn, Israel und Japan. Dabei werden die Schülern in der Regel in Gastfamilien bei ihren schulischen Austauschpartnern untergebracht werden.

### ASG-Kochteam
Ein seit 2006 als Verein organisiertes Team aus über 100 Ehrenamtlichen (Eltern) sorgt von Montag bis Donnerstag für täglich frisch zubereitetes Essen für Schüler und Lehrer.

## Ehemalige Schüler und Lehrer

### Bekannte Schüler
- Johanna Lichy (Abitur 1968)
- Ulrich Mählert (Abitur 1987)
- Sebastian Deyle (Abitur 1998; an einer Folgeschule)
- Verena Stenke (Abitur)
- Dominik Britsch (Abitur 2008)

### Bekannte Lehrer
- Albert Loritz, leitete das Schulorchester